# Dorin Mihai Drecin
Dorin Mihai Drecin (n. 11 noiembrie 1944) este un fost deputat român în legislatura 1996-2000, ales în județul Bihor pe listele partidului PUNR. În legislatura 1996-2000, Dorin Mihai Drecin a fost membru în grupurile parlamentare de prietenie cu Ungaria și Republica Elenă. În legislatura 2004-2008, Dorin Mihai Drecin a fost validat pe data de 28 octombrie 2008 ca senator pe listele PRM și a înlocuit pe senatorul Verginia Vedinaș.  